# Witbrauwtapuittiran
De witbrauwtapuittiran (Ochthoeca leucophrys) is een zangvogel uit de familie Tyrannidae (tirannen).

## Verspreiding en leefgebied
Deze soort komt voor van Peru tot Argentinië en telt zes ondersoorten:
- O. l. dissors: noordelijk Peru.
- O. l. interior: centraal Peru.
- O. l. urubambae: zuidelijk Peru.
- O. l. leucometopa: westelijk Peru en noordwestelijk Chili.
- O. l. leucophrys: westelijk Bolivia.
- O. l. tucumana: noordwestelijk Argentinië.

## Status
De grootte van de populatie is niet gekwantificeerd maar de soort wordt omschreven als algemeen. Op de Rode lijst van de IUCN heeft deze soort de status niet bedreigd.